# Edificio General Artigas
El Palacio Blixen de Castro, también llamado Edificio Artigas, es la sede del Ministerio de Defensa Nacional, e integra un complejo compuesto por otros edificios utilizados por distintas áreas de la secretaría de Estado. El mismo se encuentra ubicado en el barrio La Blanqueada, sobre la Avenida 8 de Octubre.

## Historia
El Palacio Blixen de Castro, nombre original de la construcción, fue construida en 1917 por el arquitecto Joseph Carré, basado en un estilo ecléctico historicista tardío. La casa fue residencia de la familia Blixen de Castro. 
Tras el fallecimiento de sus propietarios, la casa pasó por distintos inquilinos, incluso fue sede de la Embajada de Taiwán en Uruguay. En 1972 es adquirida por el estado, quien la convierte en la sede del Estado Mayor Conjunto de la República Oriental del Uruguay.
Es con el advenimiento de la democracia, en 1985 en que dicho Palacio pasa a ser sede del Ministerio de Defensa Nacional. Es por esta ocasión que recibe la denominación de edificio José Artigas. 
En el 2013 surgió la idea de trasladar las oficinas del Ministerio y las tres fuerzas armadas al antiguo edificio del Aeropuerto Internacional de Carrasco.

## Complejo
Dentro del complejo y los exteriores del edificio José Artigas existen otros edificios, que tienen como fin albergar otras dependencias de la cartera, tales como los edificios General Rivera y Lavalleja. 
|                         |
| Edificio General Rivera |

|                            |
| Edificio General Lavalleja |

|                        |
| Edificio General Oribe |